# Неждет Залев
Неждет Залев е български състезател по борба свободен стил от турски произход.

## Биография
Роден е на 13 юли 1937 година в родопското село Устина. На летните олимпийски игри 1960 година в Рим получава сребърен медал в категория до 57 кг.